# Índice de miseria
Índice de miseria (en inglés Misery Index) es una serie de televisión en desarrollo para la red TBS. El programa, que se basa en el juego de cartas "Shit Happens", creado por Andy Breckman, estará protagonizado por los miembros del grupo de comedia The Tenderloins.
Breckman, quien creó y escribió los programas de televisión Monk y The Good Cop, desarrolló la versión televisiva de "Shit Happens" con Ben & Dan Newmark de Grandma's House Entertainment.

## Desarrollo
La cadena TBS ha ordenado diez episodios de media hora para la primera temporada. El programa contará con dos equipos que compiten entre sí, cada uno compuesto por un participante no famoso y dos miembros de los Tenderloins, quienes "intentarán determinar el ranking de eventos hilarantes y miserables de la vida real, desde ser despedido, hasta accidentalmente ser sexualmente abusado por tu abuelo, en una escala del 1 al 100". Michael Bloom, vicepresidente senior de la TBS, dijo acerca de la premisa del programa: "Andy Breckman y los Newmarks han experimentado hilarantemente la vergüenza, la humillación y la miseria total".
Los productores ejecutivos de la serie son Breckman, los hermanos Newmark, Adam Bold, de Grandma's House Entertainment, Howard Klein de 3 Arts Entertainment, y el showrunner Rob Anderson.